# Kolabucht-Brücke
Die Kolabucht-Brücke überquert die an dieser Stelle nur 1600 m breite Kolabucht in der Oblast Murmansk bei Kola,  etwa fünf Kilometer südlich von Murmansk.
Die 2500 m lange Straßenbrücke wurde in den Jahren 1992 bis 2005 erbaut. Die Einweihung der Brücke erfolgte am 11. Oktober 2005 durch den seinerzeitigen russischen Regierungschef Fradkow.
Die bislang einzige Brücke über die 57 Kilometer lange fjordartige Kolabucht liegt im Verlauf der Europastraße E 105 / R21 und erleichtert die Verbindung der Region nach Nordnorwegen in die Finnmark sowie nach Petschenga deutlich.